# Yangjiapo, Tianjin
Yangjiapo är en köping i Kina.Den ligger i storstadsområdet Tianjin, i den norra delen av landet, omkring 63 kilometer öster om stadens centrum. 